# Tombeau de Đồng Khánh
Le tombeau de Đồng Khánh est bâti sur le territoire du village de Cu Si, aujourd'hui devenu le hameau de Thuong Hai, village de Thuy Xuan.

## Historique
Après sa montée sur le trône en février 1888, Đồng Khánh fit bâtir le temple de Trung T, près du tombeau de son père. Pendant les travaux, le roi Đồng Khánh tomba subitement malade et mourut. 
Le roi Thanh Thai lui succéda et changea le nom du temple de Trung T en temple de Ngung Hy, pour en faire l'autel de culte de Đồng Khánh. Le roi fut enterré d'une manière simple sur la colline du nom de Ho Thuan Son, à une trentaine de mètres à l’ouest du temple de Ngung Hy. Tout cet ensemble porte le nom de Tu Lang.
En 1916, Khải Định, le fils de Đồng Khánh, monta sur le trône et fit réparer les temples de culte et bâtir le tombeau de son père. Les travaux ne furent achevés qu'en 1923.
Toute l'histoire de l'édification du tombeau de Đồng Khánh se sera donc étendue sur 4 règnes (1888-1923), c'est pourquoi le tombeau de Đồng Khánh porte la marque de deux styles architecturaux distincts.

## Description

### La zone de culte
Les constructions portent la marque de l'architecture traditionnelle double avec des maisons à toitures multiples se succédant l'une après l'autre. 
Dans le temple principal et les maisons auxiliaires, on retrouve les magnifiques rangées de colonnes laquée d’or, ornées de représentations des quatre animaux sacrés (dragon, lion, tortue, phœnix), ainsi que des quatre végétaux sacrés (abricotier, pin, chrysanthème, bambou).
Dans le temple de Ngung Hy, il y a 24 tableaux illustrant les thèmes du livre chinois classique "Nhi thap tu hieu" (les 24 exemples de piété filiale). 
Sur le faîte des toitures, on aperçoit des reliefs en terre cuite reprenant les thèmes très populaires du "pécheur chanceux" ou du "combat de coqs". L'apparition des vitraux et autres éléments décoratifs reflète l’influence de la culture occidentale.

### La zone du tombeau
L'architecture des tombeaux devint presque tout à fait "occidentalisée". Du thème architectural, aux motifs décoratifs jusqu'aux matériaux de construction Bi Dinh (le temple de la stèle) témoigne d’un style architectural roman avec une architecture orientale. 
Les hautes statues de mandarins en ciment et briques ont remplacé les statues en pierre, des "carreaux" sont apparus sur le dallage.
Le tombeau de Đồng Khánh ouvrit l'ère du mélange des architectures européenne et asiatique, moderne et ancienne.